# Mîkolaiivka, Stanîcino-Luhanske
Mîkolaiivka (în ucraineană Миколаївка) este localitatea de reședință a comunei Mîkolaiivka din raionul Stanîcino-Luhanske, regiunea Luhansk, Ucraina.

## Demografie
Componența lingvistică a localității Mîkolaiivka
     Rusă (64,22%)
     Ucraineană (34,57%)
Conform recensământului din 2001, majoritatea populației localității Mîkolaiivka era vorbitoare de rusă (64,22%), existând în minoritate și vorbitori de ucraineană (34,57%).